# احمد مجاهد اورن
احمد مجاهد اورن (به ترکی استانبولی: Ahmet Mücahid Ören) (زاده ۱۹۷۲) کارآفرین، بازرگان و مدیر ارشد اجرایی ترکیه‌ای است، که در حال حاضر به‌عنوان مدیر عامل اجرایی و رییس هیئت مدیره شرکت ایهلاس هولدینگ فعالیت می‌کند. وی فرزند انور اورن می‌باشد.